# Manuel Lago Franco
Manuel Lago Franco es un arquitecto y pintor colombiano, nació en la ciudad de Popayán en 1932.

## Biografía
Hijo de Manuel Lago, un banquero gallego radicado en Londres. Manuel conoció a Jorge Garces Giraldo en esta ciudad, donde hicieron amistad. Garces lo convenció de venir a vivir a Cali, ciudad en la que se radicó y conoció a sus esposa Clemencia Franco. Por problemas de salud, Manuel Lago se trasladó a Popayán en donde nació Manuel Lago (hijo) junto a su primer hermana, la pintora y caricaturista Consuelo Lago. Manolo curso sus estudios en el Gimnasio Moderno de Bogotá, donde coincidió con los futuros arquitectos, Germán Samper Gnecco, Hernán Vieco y Dicken Castro. Una vez terminados sus estudios en Colombia, viajó a Estados Unidos e ingresó a la Universidad de Cornell a iniciar su formación en Arquitectura. Al regresar a Cali se asocia con Jaime Sáenz formando la firma Lago y Saénz, y les es encargado el diseño del Museo de Arte Moderno La Tertulia. Lago y Sáenz fueron ganadores de numerosos concursos públicos en Colombia, entre ellos se destacan el del Centro Administrativo La Alpujarra y el del el Edificio de la Gobernación del Quindío.

## Obras reconocidas
Manuel Lago mediante la firma Lago y Sáenz ha estado relacionado con la modernización del centro de Cali, de la zona universitaria al sur de la ciudad, y con obras del sector industrial y cultural de la ciudad. Sus obras más destacadas son:
- Museo La Tertulia
- Centro Administrativo La Alpujarra[2]
- Terminal Terrestre de Guayaquil
- Centro Administrativo Municipal de Palmira
- Edificio Banco de Occidente
- Cámara de Comercio de Cali
- Banco de la República sede Cali
- Edificio Carvajal
- Edificio Banco Popular, Cali
- Parque Panamericano de Cali (Plaza de las Banderas)
- Palacio de Justicia de Cali

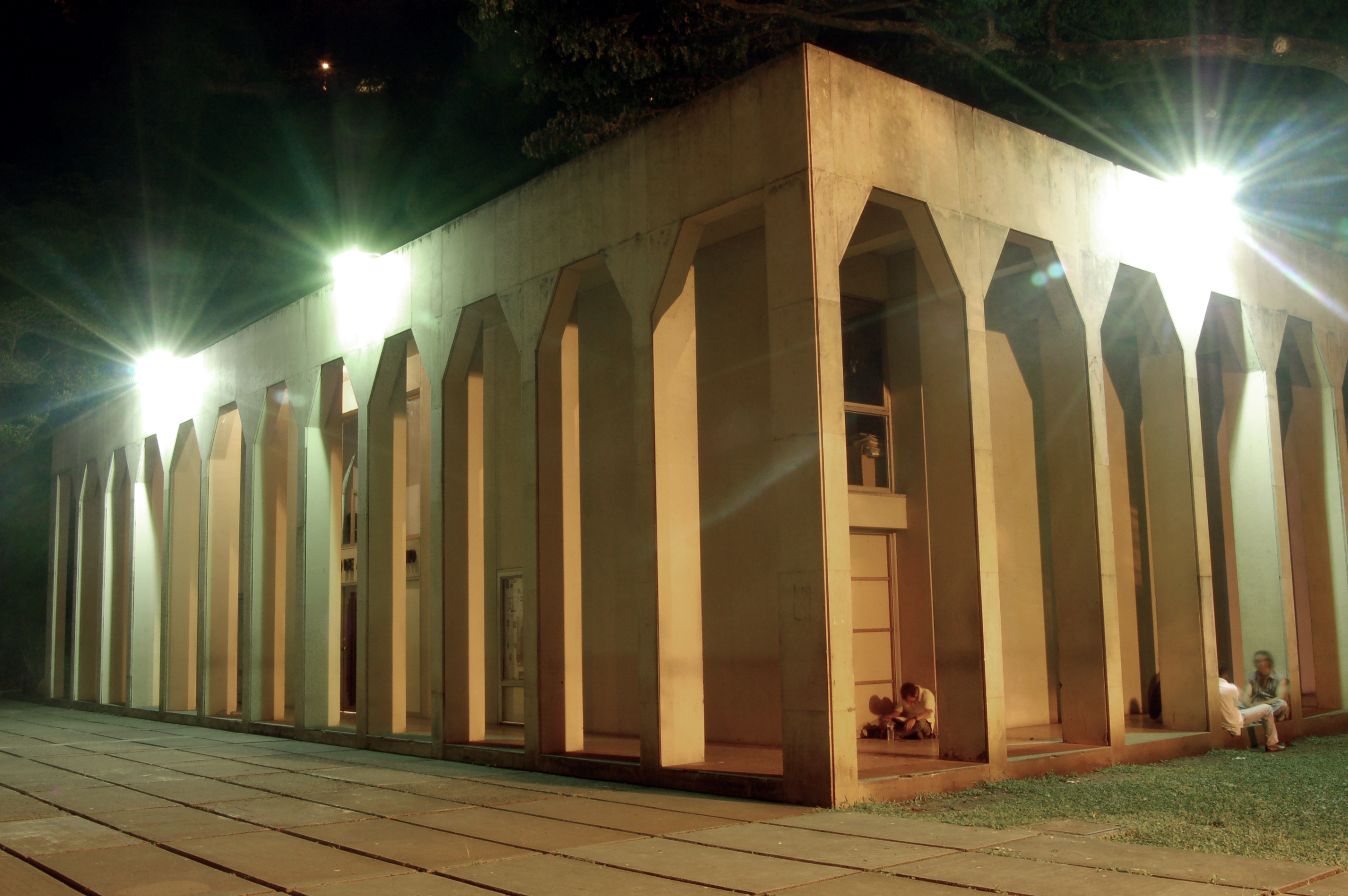
Museo de Arte Moderno La Tertulia
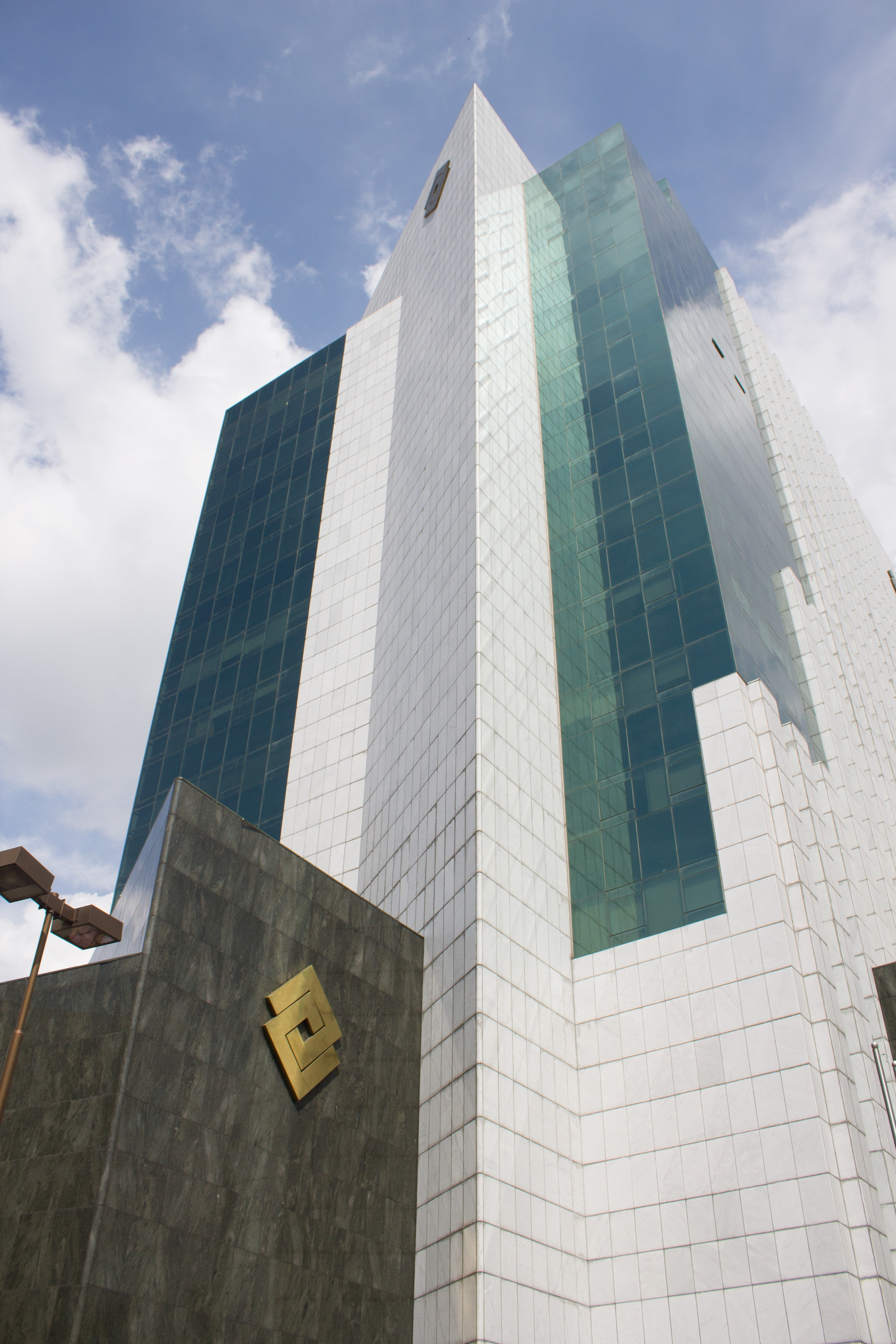
Edificio Banco de Occidente, Cali
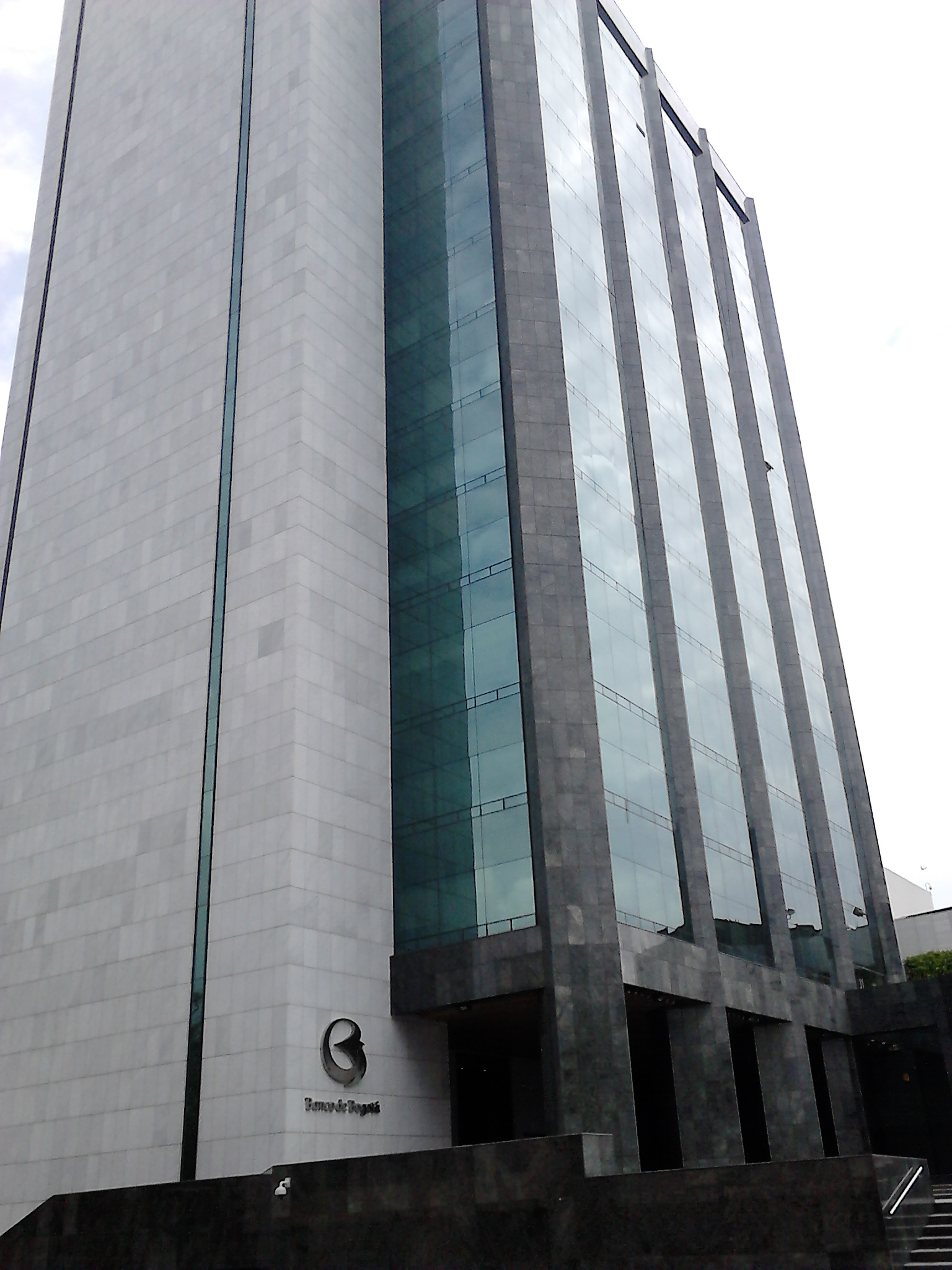
Torre Grupo AVAL, Cali
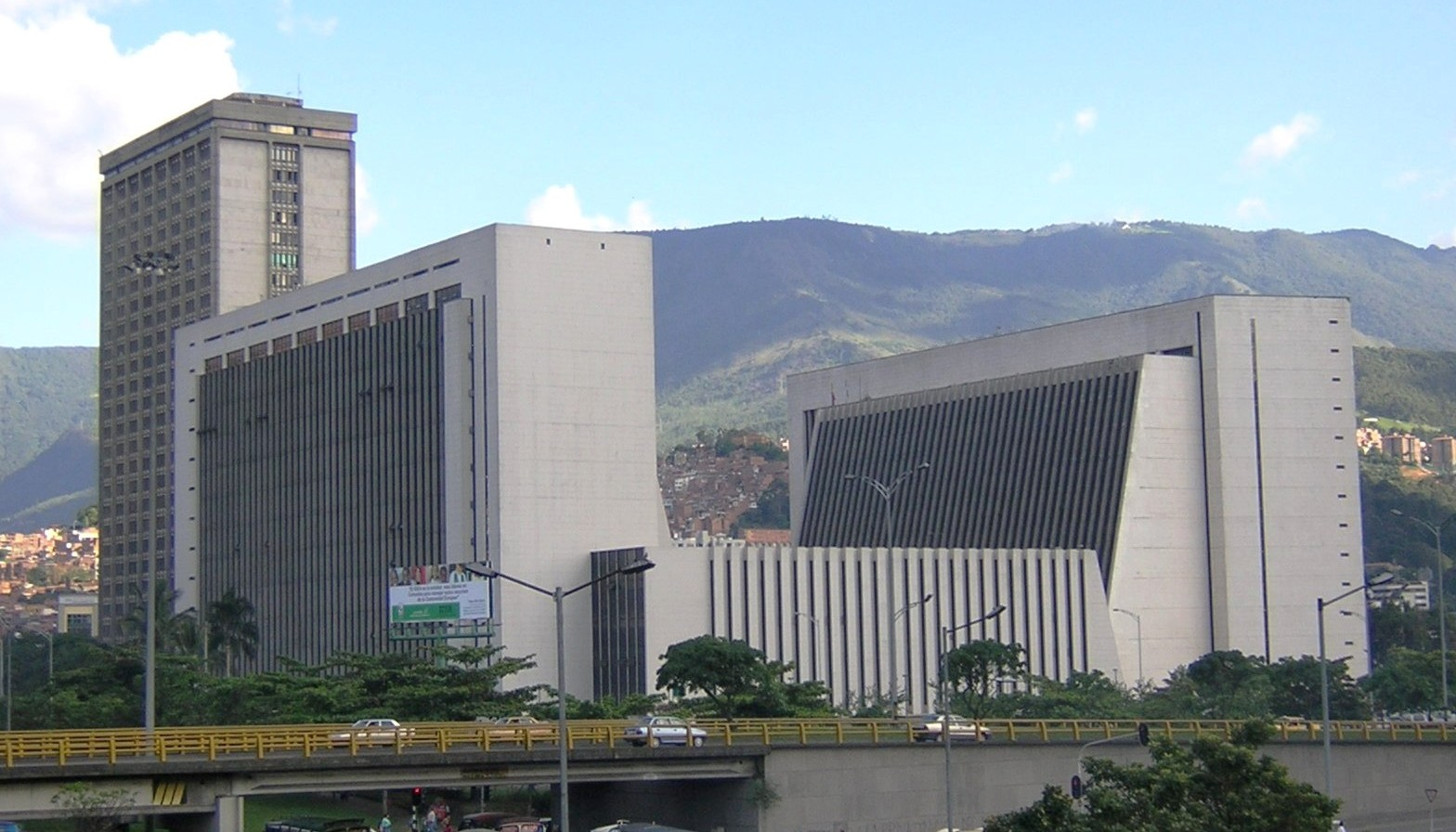
CAM La Alpujarra, Medellín
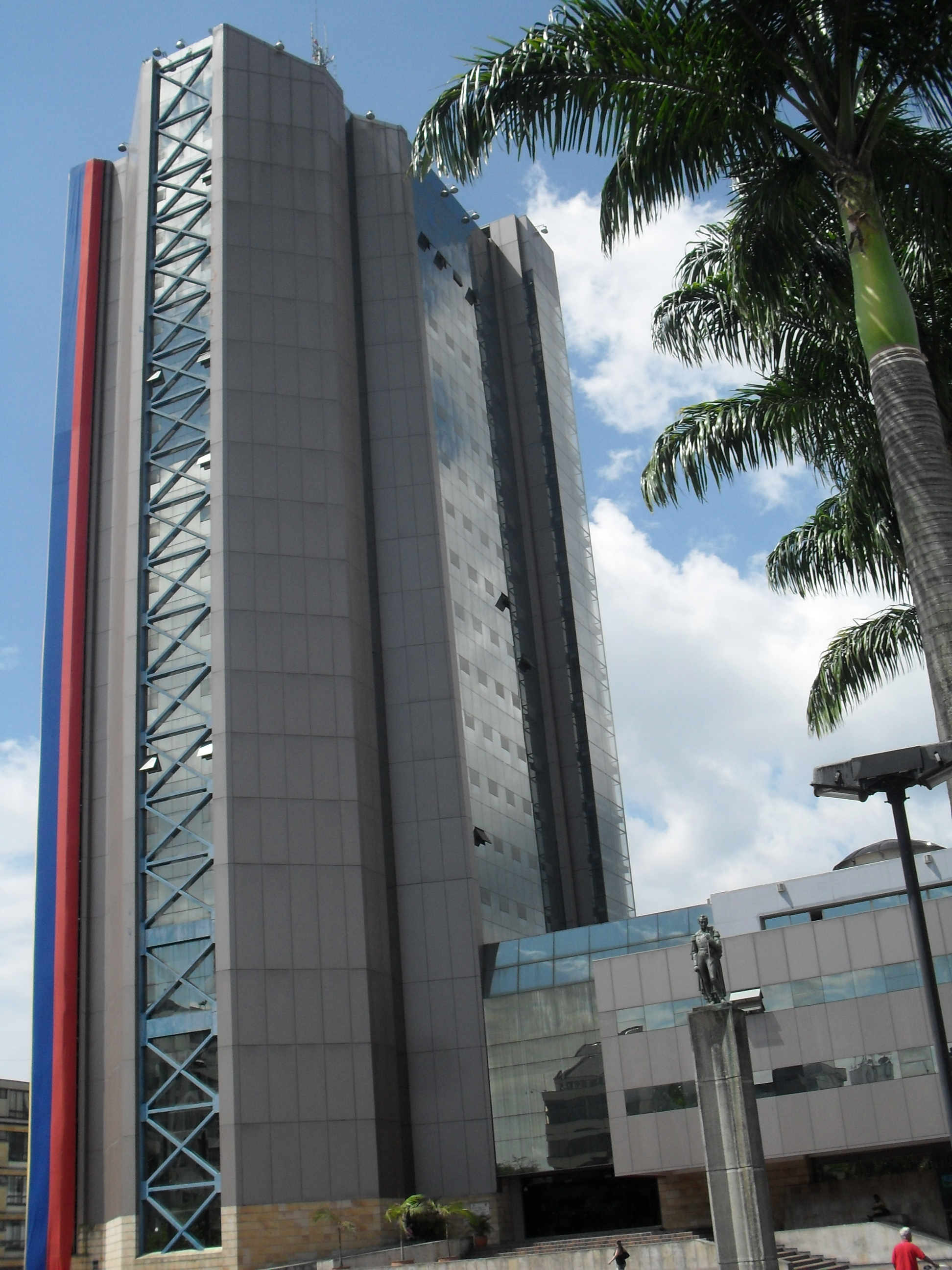
Edificio Gobernación del Quindío.
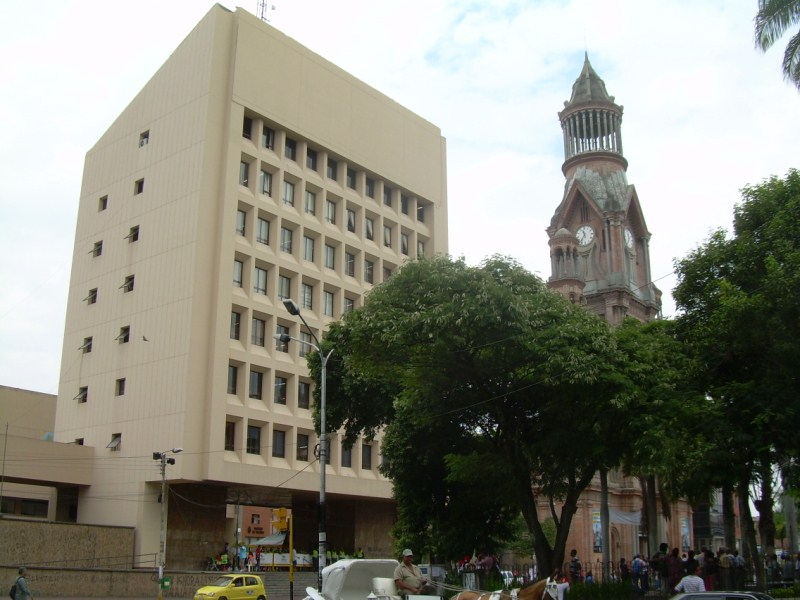
CAM de Palmira
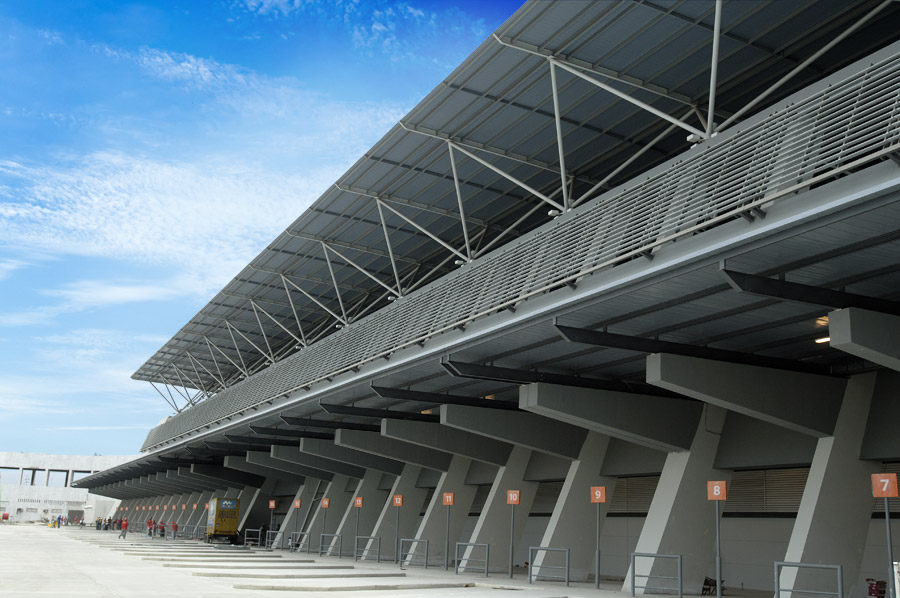
Terminal de Transporte de Guayaquil

## Premios y reconocimientos
- Charles Coodwin Medal por parte de la Universidad de Cornell.
- Premio Vida y Obra de Cemex junto a su socio Jaime Sáenz, en reconocimiento de sus más de 100 obras realizadas desde 1956.
- Doctorado honoris causa de la Universidad del Valle.[7]